# Giovanni Migliorati
Giovanni Migliorati, dit le cardinal de Ravenne (né à Sulmona, dans les Abruzzes, alors dans le royaume de Naples, et mort le 16 octobre 1410 à Bologne) est un cardinal italien du début du XVe siècle. Il est le neveu du pape Innocent VII.

## Biographie
Giovanni Migliorati est nommé archevêque de Ravenne en 1400.
Il est créé cardinal par le pape Innocent VII lors du consistoire de 12 juin 1405. Le cardinal Migliorati assiste au concile de Pise.
Il participe au conclave de 1406, lors duquel Grégoire XII est élu pape et à ceux de 1409 (élection de l'antipape Alexandre V) et de 1410 (élection de l'antipape Jean XXIII).